# F–14 Tomcat
Az F–14 Tomcat harmadik generációs, kéthajtóműves, szuperszonikus, változtatható szárnynyilazású vadászrepülőgép, melyet a Grumman fejlesztett ki az Amerikai Egyesült Államokban, az Amerikai Haditengerészet repülőgép-hordozóinak légvédelmére, az F–4 Phantom II és az F–8 Crusader repülőgépek leváltására. Katapulttal indítható, fékhoroggal felszerelték, levegőben utántölthető. A tömeges bombázó- és robotrepülőgép-támadások ellen kifejlesztett gép a világon először rendelkezett szimultán célleküzdési képességekkel, az általa alkalmazott AIM–54 Phoenix rakéta volt a világ első aktív lokátoros önirányítású rakétája, melynek segítségével egyszerre hat légi célt tudott támadni.
Csak Iránba exportálták, ezek a repülőgépek ma is szolgálatban állnak. Az 1980-as években felderítő feladatok ellátására is képessé tették, az 1990-es évektől irányított bombák segítségével földi célokat is támadhatott. Az Amerikai Haditengerészetnél 2006 szeptemberéig állt szolgálatban, utódja az F/A–18E Super Hornet. Az F–14 több filmben (Top Gun, Végső visszaszámlálás) kapott főszerepet, nem utolsósorban emiatt nagyon népszerű, szinte kultikus repülőgépnek számít.

## Avionika és fegyverrendszer

### Fegyverzet

#### Légiharc-rakéták
AIM–7 Sparrow
AIM–9 Sidewinder
AIM–54 PhoenixAz Irán légierejének leszállított mennyiségből legalább 270 darab sértetlen maradt. Az amerikai kivonuláskor csak 18 darabot sikerült megrongálnia a „Hughes-csapatnak” a Katami támaszponton (TFB.8) deponált hadra fogható készletből. Később azonban a megrongált példányokat az irániak kijavították, részben az USA-ból megvásárolt alkatrészekkel. Emiatt az iráni Tomcat-flotta képes volt Phoenix rakéták bevetésére az Irakkal szemben viselt háború teljes időtartama alatt.

#### Egyéb függesztmények
TARPS
Póttartályok
Üzemanyag-utántöltő konténerek

## Típusváltozatok
F–14AAz első sorozatgyártott változat, 1973-tól gyártották az amerikai haditengerészetnek, 554 darabot.
F–14A/TARPSAz F–14A alváltozata, melybe integrálták a TARPS felderítőrendszert harcászati felderítések elvégzésére, 50 darab épült.
F–14A (Plus)A legfőbb eltérés az elődtől a F110–GE–400 gázturbinás sugárhajtóművek alkalmazása. A hajtóműtípus cseréjét a TF30-asok üzemidejének lejárta indokolta, és a nagyobb tolóerő és egyszerűbb karbantartás miatti költségcsökkentés. A legtöbb Tomcat a TF30-asok meghibásodása miatt zuhant le. 1987. november 14-től kezdték meg a gyártását, összesen 85 darab állt hadrendbe, melyből 38 darab új építés, 47 darab pedig átépítés. 1991-ben az F–14A (Plus)-t F–14B-re nevezték át.
F–14BEgy darab prototípus, amit az F401–P–400 gázturbinákkal teszteltek. Ez 1973. szeptember 12-én szállt fel először, a második építését nem fejezték be, költségtúllépések miatt a programot leállították. Közel húsz évvel később, 1991-ben az F–14A (Plus)-t átnevezték erre a B jelölésre.
F–14CTervezett változat a továbbfejlesztett PW TF30–P–414A gázturbinákkal, azonban költségvonzatai miatt ezt is törölték.
F–14D1990-től gyártott változat, meglévő A-k átépítésével és újak legyártásával, összesen ötvenöt állt hadrendbe. A modernizációs folyamatot behatárolták a költségkeretek, azok korlátozott terjedelme elsősorban a rádiólokátor-rendszert érintették: új AN/APG–71 radart, digitális repülésvezérlő rendszert, továbbfejlesztett, kiterjedt önvédelmi rendszert építettek be, éjszakai bevetések végrehajtására tették képessé, hálózati szintű célpont-adatátvitelre lett képes, továbbá precíziós csapásmérésekre is fel lett készítve (ezt az eredeti VFX koncepcióban elvetették). Az ötvenöt gépből 37 darab új építés volt, 18 darabot pedig A-k átépítésével kaptak.
Super Tomcat21A típuskivonás megoldásaként a fejlesztők a D kétszeresére tervezték növelni a hatósugarat, két alváltozatban, melyek között az egyik a támadó alváltozat lett volna. Ezt a programot azonban az F/A–18 Hornet továbbfejlesztésével létrejövő F/A–18E/F Super Hornet miatt törölték.

## Megrendelő és üzemeltető országok

### Iráni Légierő
Irán összesen 80 darab Tomcat-et rendelt két sorozatban 1974 elején. Az első 30 darabból, a másik 50 darabból állt. Az első gép 1976 januárjában érkezett meg a perzsa légierőhöz, az első két alakulat 1977 nyarán érte el a hadrafoghatóságot, az üzemeltetők kiképzése nagy ütemben folyt. A gépek TSC-k nélkül kerültek leszállításra, az orr alá később sem építettek be elektro-optikai berendezéseket. A gépek számozása a függőleges vezérsík tetején látható: 3–6001 – 3–6079.
Az utolsó, 80. gép 1978 végén készült el, azonban nem szállították le az irániaknak, ugyanis azt az USA-ban az USAF-szabványú merev tankolócsöves repülési teszteknek vetették alá. Addig több mint 120 iráni pilótát és 80 rádióoperátort képeztek ki a típusra. Komeini hatalomátvételét követően a 80. gépet végül nem szállították le. 1977-ben az iráni F–14-esekkel több tesztsorozatot hajtottak végre, melyek alatt a típus fegyverrendszerét extrém terheléseknek vetették alá, melyben AIM–54-et is többször indítottak. Ezek közül kettő nem hivatalos világrekordot ért el hatótávolság, sebesség és magasság terén. Az 1979. február–április között lezajlott iráni forradalom után az amerikai kongresszus bojkottálta az országot, mégis néhány korai gépet a Komeini-éra elején (1981) nagyjavítottak amerikai „fedett műveletekben” beszerzett alkatrészekkel (pl. a 3–6001 lajstromú első gépet). Az 1979-es kitoloncolások előtt az amerikai üzembentartók a legtöbb gép avionikáját tervezett módon megrongálták, illetve harcászati kapacitásukat az eredeti töredékére csökkentették. 1986-tól a gépek sárkányszerkezetét teljesen felújították (a 3–6032 volt az elsők egyike).

## Harci alkalmazása

### Iráni üzemeltetés
1978 októberében két iráni gép – az egyik a 3–6024 – elfogott egy nagy magasságban és sebességgel repülő MiG–25RBSZ-t a Kaszpi-tenger felett, iráni felderítő bevetésének megszakítására kényszerítve azt. Azt követően több szovjet behatolás nem történt. Rendszerint póttartályok nélkül, csökkentett üzemanyag-mennyiséggel használták őket, a minél nagyobb tolóerő-tömeg arány elérése és a földi készültségből indított gyorsabb reakcióidő és az eredményesebb nagy sebességű elfogások érdekében.
Alakulatok:
- 72. harcászati vadászrepülő-század
- 73. harcászati vadászrepülő-század
- 81. harcászati vadászrepülő-század

A gépek több repülőtéren települtek:
- Kathami AB
- Mehrabad AB (72. század - Teheránt védték)
- TFB.7 Hor AB
- TFB.2 Tabriz AB

Több mint ötven iraki repülőgépet lőttek le az iráni Tomcatek az irak–iráni háború első fél évében. A háború középső és végső szakaszában pedig őrjáratokat teljesítettek (pl. Teherán és a Khark-sziget közelében), a légi utántöltő flottát védték, akár 10 órás folyamatos bevetéseket is teljesítettek. Az irakiak 1987-ben súlyos veszteségeket szenvedtek az iráni Tomcatektől, így 1988-ra francia F.1EQ–6 változathoz már Super 530D és Magic 2 rakétákat rendeltek Franciaországból. Az 1988. február–május közötti veszteségeik mellett az iraki légierőnek júliusban sikerült lelőniük egy F–14A-t.
Összességében Tom Cooper összesítése szerint az iráni Tomcatek legalább 160 darab iraki repülőgépet semmisítettek meg a háború alatt. Számszerűen 58 darab MiG–23-at, 23 darab MiG–21-et, 9 darab MiG–25-öt, 33 darab Mirage F.1-et, 23 darab Szu–17-et, 1 darab Mi–24-et, 5 darab Tu–22-t, 2 darab MiG–27-et és 1-1 darab Mirage 5-öt, B-6D és Aérospatiale Super Frelon, továbbá két azonosítatlan repülőgépet.
- Az iráni üzemeltetők első gépüket 1980. szeptember 9-én vesztették el légi harcok közepette, mikor egy mellette felrobbant iraki MiG–21 megrongálta (állítólag csak megsérült, kijavították...).
- 1981. május 15-én a 3–6020 lajstromú gép volt az első F–14A, amelyik igazoltan AIM–54A-t indított egy iraki MiG–25-re. A rakéta csak kisebb sérüléseket okozott a behatolóban, ugyanis a Foxbat-pilóta ~2800 km/h-s sebességgel menekült vissza az iraki támaszpontjára. A gép nemzetiségét nem sikerült azonosítani (iraki vagy szovjet).
- 1982. július 1-jén a 3–6022 lajstromú gép egy AIM–54A-val lőtt le két iraki MiG–23-at, miután üldöző szerepben, parancsszegést követően átlépték az iraki–iráni határt és Bagdad közelében lelőtték a korábbi támadóból vált üldözötteket.
- 1986 februárjában legalább egy MiG–25-öt lőtt le a 3–6052-es gép.
- 1987 januárjában a 3–6032 a felújítást követően lelőtt egy iraki MiG–23-ast.
- 1987. február 20-án a 3–6039 lelőtt egy iraki Mirage F.1EQ-t egy AIM–54A-val, körülbelül 150 km távolságból. Az iraki pilóta, Ahlan főhadnagy (1st Lt.) nem élte túl a becsapódást.
- 1988. február 9-én az utolsó leszállított géppel, a 3–6079-cel Qiyassi főhadnagy (1st Lt.) két órán belül két elfogás során lelőtt három iraki F.1EQ-t.

### Iráni F–14-esek
- Iranian Air Force F-14
- Cooper, Tom; Farzad Bishop: Persian 'Cats (angol nyelven). ACIG.org, 2007. augusztus 26. (Hozzáférés: 2014. augusztus 2.)
- Tom Cooper & Farzad Bishop: I Persian Gulf War: Iraqi Invasion of Iran, September 1980 (angol nyelven). ACIG.org, 2007. augusztus 26. (Hozzáférés: 2014. július 29.)
- Tom Cooper & Farzad Bishop: Fire in the Hills: Iranian and Iraqi Battles of Autumn 1982 (angol nyelven). ACIG.org, 2007. augusztus 26. (Hozzáférés: 2014. július 29.)
- Tom Cooper–Farzad Bishop–Arthur Hubers–Ahmad Sadik ddtb. (IrAF, nyá.): Bombed by Blinders - Part 1 (angol nyelven). ACIG.org, 2010. december 5. (Hozzáférés: 2014. július 29.)
- Tom Cooper–Farzad Bishop–Arthur Hubers–Ahmad Sadik ddtb. (IrAF, nyá.): Bombed by Blinders - Part 2 (angol nyelven). ACIG.org, 2010. december 7. (Hozzáférés: 2014. július 29.)
- ACIG Team: Iraqi Air-to-Air Victories since 1967 (angol nyelven). ACIG.org, 2011. március 4. (Hozzáférés: 2014. július 29.)
- ACIG Team: Iranian Air-to-Air Victories 1976-1981 (angol nyelven). ACIG.org, 2011. március 4. (Hozzáférés: 2014. július 29.)
- ACIG Team: Iranian Air-to-Air Victories, 1982-Today (angol nyelven). ACIG.org, 2008. február 20. (Hozzáférés: 2014. július 29.)